# Austrognathia australiensis
Austrognathia australiensis är en djurart som tillhör fylumet käkmaskar, och som beskrevs av Wolfgang Sterrer 200. Austrognathia australiensis ingår i släktet Austrognathia och familjen Austrognathiidae. Inga underarter finns listade i Catalogue of Life.